# Seznam bosansko-hercegovskih dramatikov
Seznam bosansko-hercegovskih dramatikov.

## B
- Almir Bašović - Ismet Bekrić

## G
- Šemsudin Gegić - U PRIPREMI.

## I
- Almir Imširević - Feđa Isović (scenarist)

## K
- Dževad Karahasan -

## M
- Miroslav Mandić  (scenarist ...)

## P
- Safet Plakalo -

## S
- Velimir Stojanović - Abdulah (Avdo) Sidran (scenarist)

## Š
- Hamid Ekrem Šahinović

## T
- Zlatko Topčić -

## V
- Nenad Veličković -

## Ž
- Miodrag Žalica - (Pjer Žalica - režiser)